# Sverdrup
I oceanografi er en sverdrup (symbol: Sv ) en ikke- SI- enhed for strømningshastighed (flow) , hvor 1 Sv er lig med 1.000.000 kubikmeter per sekund  . Det svarer til den SI-afledte enhed hektometer pr. sekund (symbol: hm³/s eller hm³⋅s-¹). Den bruges næsten udelukkende i oceanografi til at måle den volumetriske transporthastighed for havstrømme. Den er opkaldt efter Harald Sverdrup. Den bør ikke forveksles med SI enheden sievert eller ikke-SI enheden svedberg , som bruger det samme symbol.
I forbindelse med havstrømme kan en million kubikmeter per sekund bedst tænkes som en "skive" af havet, 1 km bred x 1 km dyb x 1   m tyk. På denne skala kan disse enheder lettere sammenlignes med hensyn til bredde af strømmen (flere km), dybde (hundreder af meter) og den aktuelle hastighed (i meter per sekund). Således ville en hypotetisk strøm som var 50 km bred, 500 m (0,5 km) dyb og som bevæger sig med 2 m/s transportere 50 Sv vand.

## Eksempler
Vandtransporten i Golfstrømmen øges gradvist fra 30 Sv i Florida Strømmen til maksimalt 150 Sv syd for Newfoundland ved 55° vestlig længdegrad . 
Den antarktiske cirkumpolære strøm , på ca. 125 Sv, er den største havstrøm. 
Hele det globale input af ferskvand fra floder til havet er lig med ca. 1.2 Sv . 